# Christian Deubler
Christian Jacob Deubler (Bad Mergentheim, 6 dicembre 1880 – St. Louis, 11 luglio 1963) è stato un ginnasta e multiplista tedesco naturalizzato statunitense.
Partecipò, in rappresentanza della Germania, ai Giochi della III Olimpiade che si svolsero a Saint Louis nel 1904. All'Olimpiade prese parte alle gare di concorso generale, concorso generale - tre eventi, triathlon e concorso generale a squadre. Il risultato migliore che riuscì ad ottenere fu il quinto posto nel concorso generale a squadre con il South St. Louis Turnverein.
Nel 1910 Deubler divenne cittadino statunitense.